# Class 44
Class 44 van British Rail (BR), ook bekend als Sulzer Type 4, is een reeks diesellocomotieven die in 1959 en 1960 is gebouwd door de werkplaats van British Rail in Derby als trekkracht voor sneltreinen. Aanvankelijk kregen ze de nummers D1 - D10 en kregen ze de namen van bergen in Engeland en Wales, hierdoor werden ze, net als de vrijwel identieke Class 45 en Class 46, bekend als Peaks. 

## Geschiedenis
De Class 44, die deels is afgeleid van de LMS prototypes 10000 and 10001 en de Southern Railway 10201-10203, was de eerste reeks grote diesellocomotieven die werden besteld in het kader van een moderniseringsprogramma van British Rail en was de voorloper van de reeksen 45 en 46 die een vrijwel identiek ontwerp hebben. Aanvankelijk kende het ontwerp twee draaistellen met elk drie assen, maar het bleek onhaalbaar om hiermee te voldoen aan de , door de ingenieurs van British Rail opgelegde, maximum aslast van 20 ton. Hierom werd het draaistel ontwerp (1-Co) overgenomen van de Southern Railway 10201 zodat er aan beide uiteinden een voorloopas werd toegevoegd.
De bouw begon in de zomer van 1958 al duurde het tot april 1959 voordat het eerste exemplaar was voltooid. De 10 locomotieven werden ondergebracht in het depot van Camden en gebruikt op de West Coast Main Line, terwijl ze ook regelmatig werden ingezet op de Midland Main Line. De instroom van grote aantallen class 45 slechts korte tijd na de class 44 betekende dat de 10 class 44 werden ondergebracht bij de onderhoudswerkplaats Toton.

## Aandrijflijn
De aandrijflijn bestaat uit een dieselmotor type 12LDA28-A van Sulzer die een generator type GC426-A1 van Crompton Parkinson aandreef die op zijn beurt de zes  Crompton Parkinson C171-B1 tractiemotoren van stroom voorzag. Toen de locomotieven in dienst kwamen waren ze geschikt voor rijden in treinschakeling.
De overbrenging was geschikt voor snelheden tot 145 km/u hoewel de D2 als proef een overbrenging kreeg voor hogere snelheden en tijdelijk werd uitgerust met een van intercooling voorziene versie (model B) van de motor, met een vermogen van 1864 kW. In 1962 haalde deze locomotief 177 km/u tijdens proefritten met een trein bestaande uit drie rijtuigen op de West Coast Main Line. Deze proefritten waren niet bedoeld als snelheidsproef voor de Peaks, maar als meting van de staat van de lijn voorafgaand aan de elektrificatie met 25 kV, 50 Hz en de effecten van doorlopende hogere snelheden op de lijn.
In 1960 was de vervolgserie van de Peaks, de D11 en de Class 45 in productie. Deze kreeg een kleinere overbrenging, 57/22 i.p.v. 62/17 waarmee het continuvermogen werd verminderd en tevens het toerental omlaag ging zodat ook het risico van een vlamboog werd verminderd. In 1961 kreeg ook de class 44 de nieuwe overbrenging zodat het continuvermogen afnam van 182 kN naar 129kN.

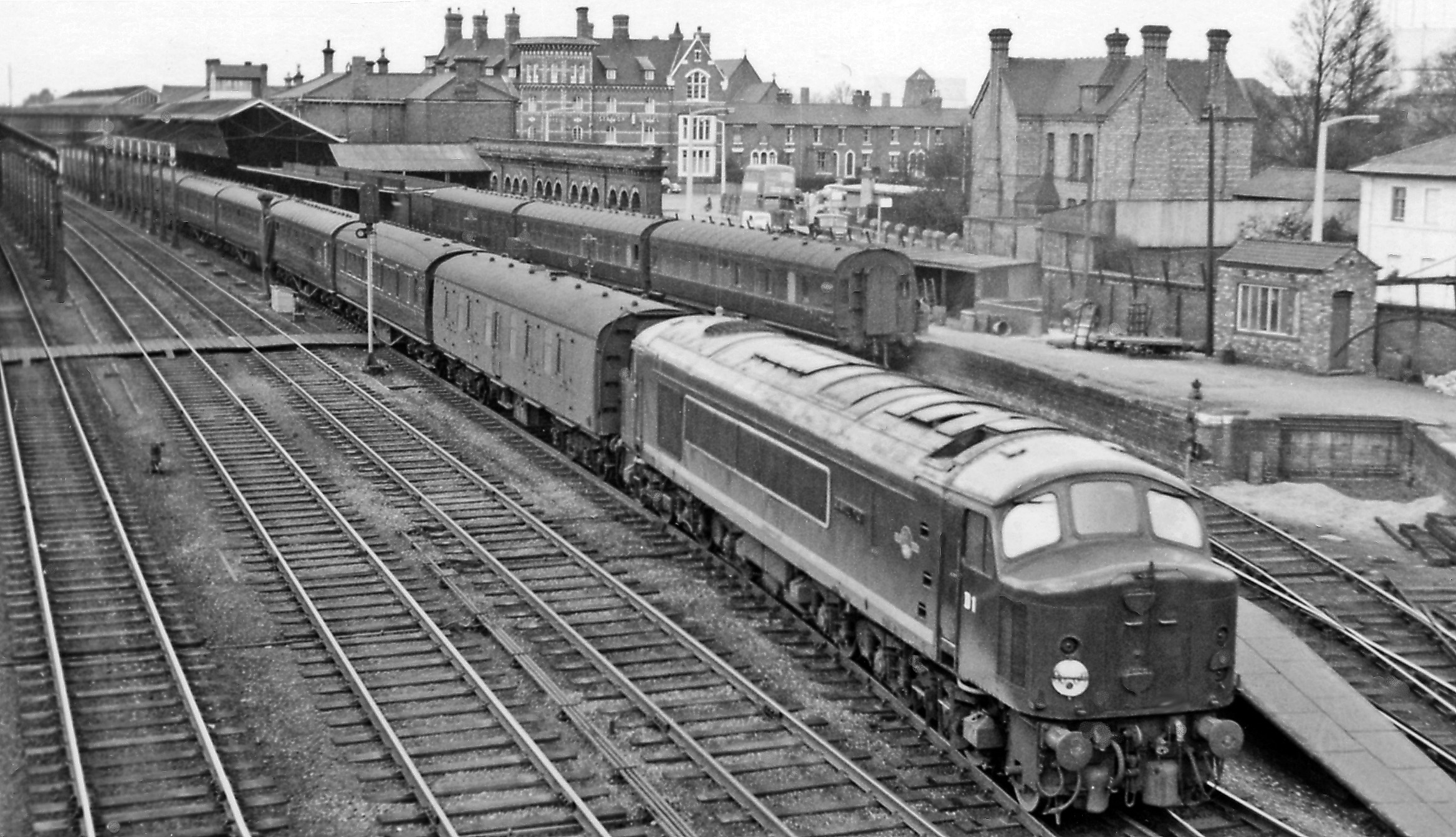
D1 Scafell Pike in Stafford op de WCML voor een personentrein, 14 april 1960.
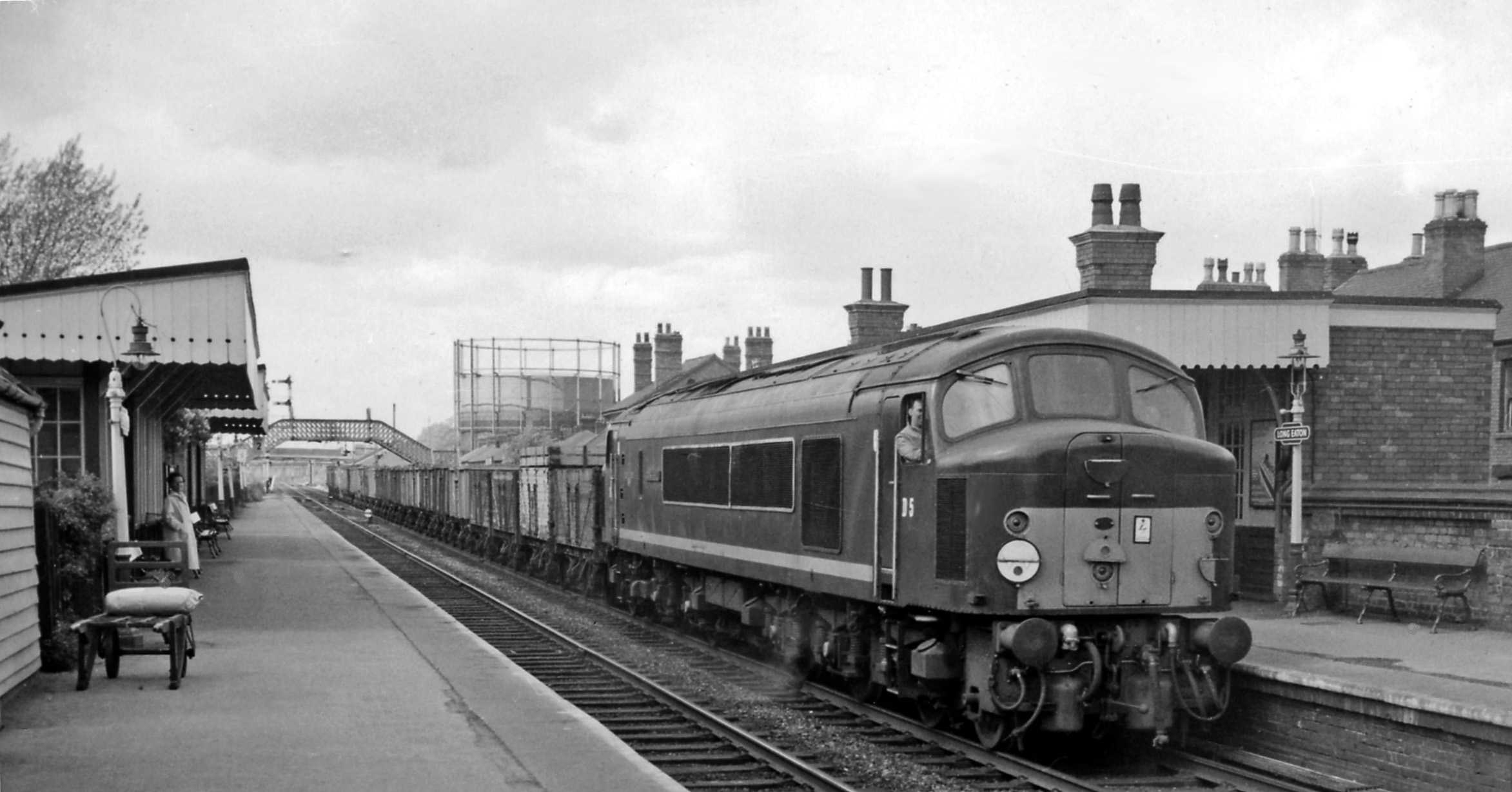
D5 Cross Fell te Long Eaton met een trein bestaande uit 16 tons mineraalwagens, mei 1962.

## Kinderziektes
De reeks werd in de jaren 60 van de 20e eeuw geconfronteerd met een aanzienlijke hoeveelheid kinderziektes. De draaistellen hadden last van breuken in het raamwerk, de schottenpompen hadden storingen net als de hulpmotor, de accu's schoten tekort en waren snel leeg. Het belangrijkste probleem met de schottenpompen was dat ze midden in de machinekamer geplaatst waren en alleen met kraan uit- en ingehesen konden worden, wat 8 tot 12 uur in beslag nam. Doordat de wanden waren gemaakt als vakwerk was er geen toegang vanaf de zijkant van de bovenbouw. Daarnaast waren er aanzienlijke problemen met de watertanks voor de stoomverwarming als gevolg van scheuren. Zodra de class 45 beschikbaar was werd de reeks ondergebracht in de onderhoudswerkplaats in Toton voor de inzet in de goederendienst en werd de stoomverwarming verwijderd.

## In dienst
De reeks werd in de jaren voorafgaand aan de elektrificatie ingezet op de West Coast Main Line, alsmede tussen London St Pancras en Manchester Central. Nadat ze waren toebedeeld aan de goederendienst reden ze vooral in de East Midlands vanuit de onderhoudswerkplaats in Toton in Nottinghamshire.

## Omnummering, uitrangeren en erfgoed
De reeks werd begin jaren 70 ban de 20e eeuw ongenummerd in 44 001-010 in het kader van de invoering van de computernummering (TOPS). De reeks werd tussen 1976 en 1980 uitgerangeerd.
| Jaar | Aantal in dienst aan het begin van | Aantal uitgerangeerd | Bedrijfsnummers | Opmerkingen                   |
| ---- | ---------------------------------- | -------------------- | --------------- | ----------------------------- |
| 1976 | 10                                 | 2                    | 44001/03        |                               |
| 1977 | 8                                  | 2                    | 44006/10        |                               |
| 1978 | 6                                  | 1                    | 44005           |                               |
| 1979 | 5                                  | 2                    | 44002/09        |                               |
| 1980 | 3                                  | 3                    | 44004/07–08     | 44004 en 44008 zijn behouden. |

Twee exemplaren zijn behouden als erfgoed.
| Bedrijfsnummer(s) (Actuele dik gedrukt) | Bedrijfsnummer(s) (Actuele dik gedrukt) | Naam        | Kleurstelling | Locatie                     | Afbeelding | Opmerking                            |
| --------------------------------------- | --------------------------------------- | ----------- | ------------- | --------------------------- | ---------- | ------------------------------------ |
| D4                                      | 44 004                                  | Great Gable | BR Blue       | Midland Railway - Butterley |            | Eigendom van Peak Locomotive Company |
| D8                                      | 44 008                                  | Penyghent   | BR Green      | Peak Rail                   |            | Privé eigendom                       |

## Overzicht
| Bedrijfsnummers | Bedrijfsnummers | Naam         | Uitgerangeerd | Afvoer                                           | Afbeelding |
| Pre-TOPS        | TOPS            | Naam         | Uitgerangeerd | Afvoer                                           | Afbeelding |
| --------------- | --------------- | ------------ | ------------- | ------------------------------------------------ | ---------- |
| D1              | 44 001          | Scafell Pike | Oktober 1976  | Gesloopt bij Derby Works (Februari 1977)         |            |
| D2              | 44 002          | Helvellyn    | Februari 1979 | Gesloopt bij Derby Works (Oktober 1979)          |            |
| D3              | 44 003          | Skiddaw      | Juli 1976     | Gesloopt bij Derby Works (Augustus 1976)         |            |
| D4              | 44 004          | Great Gable  | November 1980 | Ondergebracht bij Midland Railway – Butterley    |            |
| D5              | 44 005          | Cross Fell   | April 1978    | Gesloopt bij Derby Works (November 1978)         |            |
| D6              | 44 006          | Whernside    | Januari 1977  | Gesloopt bij Derby Works (Februari 1978)         |            |
| D7              | 44 007          | Ingleborough | November 1980 | Gesloopt bij Derby Works (November 1981)         |            |
| D8              | 44 008          | Penyghent    | November 1980 | Ondergebracht bij Peak Rail, Matlock, Derbyshire |            |
| D9              | 44 009          | Snowdon      | Maart 1979    | Gesloopt bij Derby Works (Juli 1980)             |            |
| D10             | 44 010          | Tryfan       | Mei 1977      | Gesloopt bij Derby Works (Juli 1978)             |            |